# راشحة شرافية
راشحة شرافية (الاسم العلمي:Percolomonas cuspidata) هي نوع من اللجفاوات تتبع جنس الراشحة من فصيلة .